# تیلور هیل
تیلور ماری هیل (به انگلیسی: Taylor Marie Hill) (زاده ۵ مارس ۱۹۹۶) مدل آمریکایی است.

## اوایل زندگی
هیل در پلتاین، ایلینوی به دنیا آمد و در آروادا، کلرادو بزرگ شد. 
او چپ‌دست است و پیش از اینکه وارد حرفه مدلینگ شود، یک ژیمناست حرفه‌ای بود. وی در سن ۱۶ سالگی از دبیرستان پومونا در آروادا فارغ التحصیل شد.

## مدلینگ
او در سن ۱۴ سالگی، وقتی با پدر و مادر خود به یک مزرعه مخصوص اسب سواری رفته بود، با عکاسی که آنجا حضور داشت آشنا می‌شود که درخواست می‌کند تیلور را به عنوان مدل معرفی کند. پس از موافقت خانواده و علاقه تیلور به مدلینگ، او اولین بار در سال ۲۰۱۲ در فشن شو HAUTE COUTURE حضور پیدا می‌کند.
او بسیار به فشن شو ویکتوریا سکرت علاقه داشت، و در سال ۲۰۱۴ موفق به شرکت در این مراسم گردید. وی برای آمادگی جسمانی یوگا و فیت کراس را انتخاب کرده‌است و در عین حالیکه به ورزش‌های شدید و چالش‌ها علاقه دارد ولی به گفته خودش، از ورزش‌های روزانه خوشش نمی‌آید و ترجیح می‌دهد به کلاس‌های تناسب اندام برود. او اولین بار در اکتبر ۲۰۱۲ بر روی جلد مجله ال قرار گرفت و در سال ۲۰۱۵ رسماً به عنوان فرشته ویکتوریا سکرت معرفی شد.